# Reduktion (Sveriges historie)
 For alternative betydninger, se Reduktion. (Se også artikler, som begynder med Reduktion)
Reduktion (af lat., formindske). Ordet reduktion er i svensk politik og historie blevet anvendt for at betegne geninddragelse til Kronen af krongods eller renter, som tidligere på en eller anden måde (len, gave, pantsætning m. m.) er kommet under kirken eller adelen. Reduktion er i Sverige oftest foretaget i forbindelse med omvæltninger i statens styrelse eller forvaltning eller har givet anledning til sådanne. De vigtigste historiske reduktioner i Sverige er:
- Margrete 1.s reduktion, gennemført på en herredag i Nyköping 1396 og rettet mod såvel kirke som adel.
- Gustaf Vasas reduktion, vedtaget på Västerås rigsdag 1527, rettet mod kirken og nærmest sigtende til at inddrage biskoppers, domkirkers og klostres overflødige indtægter under Kronen. Også adelen fik på visse betingelser lov til at få gods tilbage fra kirken. Denne reduktion foretoges i begyndelsen successivt og med forsigtighed, men udstraktes 1540 egenmægtig også til landskirkernes såvel faste som løse ejendom. Denne reduktion var af gennemgribende natur og drog uhyre summer ind under Kronen. Den står i allernøjeste forbindelse med den katolske kirkes fald og reformationens indførelse i Sverige. På den anden side var dens udvidelse til landskirkerne en vigtig medvirkende årsag til Dackefejdens udbrud.
- Karl X Gustafs reduktion 1655, den såkaldte fjärdepartsräfsten, forårsaget af de store gods- og skattetab, Kronen havde lidt, navnlig på dronning Kristinas tid, og ved hvilke de ufrelse stænders stilling lige over for adelen var blevet stærkt truet. Karl Gustaf foreslog 1655 en reduktion, og adelen så sig nødsaget til at indrømme den. Blandt de særlige bestemmelser var den, at fjerdedelen af alle forleninger, som var blevne bortgivne efter Gustaf Adolfs død, skulle gives tilbage; heraf er navnet fjärdepartsräfsten opstået. Denne reduktion varetoges af et Reduktionskollegium og førtes med kraft 1655 samt under den første del af formynderregeringen i tiden 1673-80. Fjärdepartsräfsten trådte efter 1680 i baggrunden for Karl XI's reduktion og ophørte helt 1687.
- Karl XI's reduktion. På Rigsdagen 1680 gennemførtes på de ufrelse stænders forslag en reduktion, ihvorvel formerne for lovens vedtagelse ikke var aldeles lovlige. Denne reduktion skulle i hovedsagen ramme højadelen. Den skulde udøves af en af adelen selv valgt Reduktionskommission. Efter nye fordringer om reduktion, fremsatte af de ufrelse, fandt adelen 1682 ingen anden udvej end at lade erklære reduktion værende underkastet kongens beslutning. Herefter udvidedes reduktion i høj grad og ramte også de mindre forleninger. 1686 vedtoges love vedrørende det såkaldte købe- og pantegods, der var af den natur, at de yderligere maatte forarme adelen. Karl XI's reduktion foregik indtil 1700. Den knuste ganske adelsvælden i Sverige og gjorde det ved de forøgede indtægter muligt for Kronen at udføre et storartet organisationsarbejde i den militære og civile forvaltning. "På een gang blev den rige svenske adel fattig og den fattige svenske Krone rig". Denne reduktion står i en vis forbindelse med den samtidig stedfundne indførelse af den kongelige enevælde.